# 德克萨斯诉怀特案
德克萨斯州诉怀特案（74 U.S. 700 (1869)），是1869年在美国联邦最高法院进行诉讼的一个重要案例。在该案中，德克萨斯州的内战后重建政府声称德克萨斯州的邦联政府在内战期间非法出售了由德克萨斯州自1850年起拥有的美国国债（联邦债券）。
戰後接管德克萨斯州的新當局直接向美国最高法院提起诉讼，因为根据《美国宪法》，联邦最高法院对以州为一方的某些案件保有初审管辖权。在通过接受初审管辖权后，美國得以透過最高法院繞過德克萨斯州的憲法裁定德克萨斯州是聯邦不可分割的一部份。最高法院认为，德克萨斯州自从首次加入了联邦后一直保持（联邦的）一个州的地位，尽管它曾经加入邦联，并且在该案件的裁决时处于军事管制下，但聯邦將德克萨斯州定義為美國的叛亂州，屬於聯邦國內政。另外，在裁决德州债券事务时，最高法院所出具的理由是，宪法并没有允许各州单方面从美国分离出去，而分离州的分裂条例以及邦聯國旗下各州其立法机构试图落实此类条例，包含邦聯國以任何方式、任何行為從美國分裂出去的單方面獨立行为，都是“绝对无效的”。

## 背景

### 分离和债券销售
1861年2月1日，德克萨斯州分离会议起草并通过《分离条例》。本条例其后经州立法会和全州公投批准。1862年1月11日，州立法会批准建立一个军事委员会，以解决从效忠联邦转向效忠邦联过程中的事务。
作为1850年妥协方案中解决边界纠纷补偿的部分，德克萨斯州已从联邦收到价值1,000万美元的美国债券。虽然很多债券已经售出，但仍然还有一些在州政府手里。因为急需钱用，州立法会授权销售剩余的债券。现行的州法律要求德克萨斯州州长在售出的所有债券上签字授权，但是德克萨斯州（政府）又担心，如果联邦财政部拒绝兑现由邦联州出售的债券的话，这些债券的出售价格将被压低。因此，州立法会废除了要求州长签字认可的条件，意图隐藏债券的来源。
在债券被出售之前，在德克萨斯州的一个联邦主义者向联邦财政部报告了这个消息，后者在《纽约论坛报》刊登了一条法律通告，申明联邦财政部不会兑付任何来自德克萨斯州的债券，除非它们是由内战前的德克萨斯州州长山姆·休斯敦签署的。尽管有此警告，由乔治·W·怀特（George W. White）和约翰·智利（John Chiles）拥有的证券交易行还是购买了136份债券。虽然此次出售可能实际上发生得更早些，但交易的执行直到1865年1月12日才获得书面确认。这些债券同时也被转售给几个个人，而其中有一个或更多的人还通过美国政府成功地赎出债券。
随着战争的结束，总统安德鲁·约翰逊任命了安德鲁·J·汉密尔顿为临时州长，并责令德克萨斯州设立一个新的州宪法，并成立一个忠于联邦的州政府。在这个过程中，詹姆斯·W·斯洛克默顿（James W. Throckmorton）当选为州长，而该地区的军事指挥官菲利普·H·谢里登将军（General Philip H. Sheridan），则任命了以利沙·M·皮斯（Elisha M. Pease）为州长。
约翰·智利与怀特一起被控，申辩说因为德克萨斯州缺乏证据所以他不该被起诉。他声称有关该债券的文件因被士兵摧毁而无法恢复。因此怀特认为，他无须赔偿德克萨斯州。
美国财政部在了解有关债券的情况后，拒绝赎回那些由怀特和智利出售的债券。德克萨斯州意识到它不再持有这些债券后，它确定债券已被非法售出来资助对联邦的反叛。为了夺回德克萨斯州对这些债券的所有权，所有这三个州长（安德鲁·J·汉密尔顿、詹姆斯·W·斯洛克默顿和以利沙·M·皮斯），都批准根据美国宪法第2条，第3款，提起诉讼。该条款规定，最高法院对所有“以一个州为一方”的案件保有初审管辖权。这个案子，提交于1867年2月15日，出现在案卷中为“德克萨斯州主审计长，诉乔治·W·怀特、约翰·智利、约翰·A·哈尔登堡、塞缪尔·沃尔夫、乔治·W·斯图尔特、肯塔基商业银行支行、韦斯顿·F·伯奇、小拜伦·穆雷和肖”。

### 重建期的政治
到诉讼被提起之时，国会里的共和党在其激进派带动下，正在反对约翰逊总统在重建政策上的领导作用。激进派反对建立临时州政府，而温和派则因由为临时南方州长们为阻挠国会重建而策动的一些诉讼而感到沮丧。越来越多的共和党人开始放弃林肯的立场，即这些州从未离开联盟，而倾向于宁愿把南方当作是被征服的省份，应该完全受国会管治。他们希望最高法院会声称在德克萨斯州没有法律承认的政府，从而拒绝对该案的司法管辖权。
而在另一方面，民主党人则希望法院确认德克萨斯州（当时）存在正式的州政府。这样的裁决会产生这样的效果，即接受德克萨斯州完全恢复到它在联邦中的地位，从而使军事重建法案变得违宪。华尔街也关注此案，而反对任何威胁到债券持有人及投资者的行动。

## 法庭辩论
共有12名律师代表德克萨斯州及本案中的各被告。最高法院在1869年2月5日，8日和9日三天里，听取各方辩词。

### 德克萨斯州
德克萨斯提交的诉讼主张对债券的所有权，并要求被告把债券交给德克萨斯州。德克萨斯州的律师质疑允许债券出售的邦联州立法会的合法性。在回应被告提出的一个问题时，德克萨斯州区别了邦联州立法会“为了避免社会沦入无政府状态和维护秩序”（比如婚姻和日常的刑事和民事案件）的必要行为和那些“旨在促进南部邦联或者是违反了美国宪法的行为。”
德克萨斯州认为，一个公认的法律原则将会认定，即如果最初给怀特和智利的债券转让是无效的，那么随后的转让也是无效的。智利和怀特需对这样的买家负责，而任何已经成功赎出这些债券的买家有责任对于收到的金额作出有利于的德克萨斯州个人判断。

### 被告方
智利的律师们首先提出司法管辖权问题。他们声称，宪法给予最高法院的初审管辖权的部分并不适用。德克萨斯州目前的情况不是联邦创始人们所设想的一个州的状态，而是是通过军事征服获得的一片领土。德克萨斯州的居民都受到军事管治，在美国国会既没有代表也没有宪法权利。
智利的律师们还申辩，出售债券这事本身，即使是由一个革命政府进行的，也并没有违反宪法。这些销售是为本州人民的利益，而这些人民，并不能仅仅是因为他们现在有一个不同的政府，就决定前任政府的行为无效。律师们拒绝了州的人民和州（政府）本身是在法律上独立的实体的主张。只要人民选择了通过代表来行事，那么谁是代表就无关紧要。
哈尔登堡（Hardenburg）的律师詹姆斯•曼德维尔•卡莱尔（James Mandeville Carlisle），则申辩由于他的当事人是在纽约的公开市场购买的债券，他根本不可能知道任何涉及他的所有权的有效性的问题。卡莱尔还表示，认可“革命”政府的决定对后续政府具有约束力的判例，是“在国际公法中得到普遍承认的。”
怀特的律师，P·菲利普斯（P. Phillips），申辩说如果债券的销售是无效的，那么邦联州政府在战争期间的所有行为都是无效的。他说，“文明政府承认政府在任何时候都是需要的。”菲利普斯总结陈词时指出，如果，事实上，德克萨斯州（政府）在战争期间已经施行非法行为，那么后续政府就无权再对最高法院起诉上述非法行为。

## 法院裁决

### 多数意见
法院的意见（有五个法官支持，三个法官持异议）由终审法院首席法官萨蒙·波特兰·蔡斯，亚伯拉罕·林肯的前内阁成员，宣布于1869年4月12日。他首先厘清了最初的申诉中请提出的程序性问题，即声称德克萨斯州无权对此案提起诉讼。切斯裁定，在向法院提交的原案材料上三个州长中的任何一个的批准都足以授权该诉讼。
切斯写道，殖民地间的最初的联盟的建立是对殖民者们面对的一些非常现实的问题的反应。在这些情形下的第一个结果就是创建了邦联条款，在这些州之间建立了一个永久性的联盟。而联邦宪法，在实现的时候，更加加强和完善了这一永久性的关系。切斯写道：
|  | “各州之间的联盟从来就不是一个纯粹人为的和随意的关系。它开始在各殖民地中间，出自于共同的起源，相互的同情，类似的原则，相似的利益和地理的联系。这一联盟的性质通过独立战争得到确认和加强，并由《邦联条例》（全称《邦联和永久联合条例》）赋予明确的形式、性质和认定。通过这些，联盟被郑重宣布为‘是永恒的。’而当《邦联条例》被发现不能满足国家的迫切需要时，合众国宪法被制订来“形成一个更完善的联邦。”很难用除了这些词汇之外别的说法来更清楚地传达不可分割的联合这个理念。如果一个永久性的、致力于完善的联盟不是不可分割的话，那么还有什么是不可分割的呢？” |

确定了国家（联邦）的起源之后，切斯接下来厘清德克萨斯州和联邦的关系。他拒绝了德克萨斯州只是跟其他州订立了一个合同的说法；相反，他说，它（德克萨斯州）实际上是把自己结合进了一个已经存在的不可分割的政治团体。裁决中说：
|  | “因此，当德克萨斯成为联邦的一个成员时，她就进入了一个不可分割的关系。永久性联盟的所有义务，联邦内共和政府的所有保证，立刻联结到德克萨斯州。完成接受她进入联邦的行为远远超过一个合约；这是把一个新成员纳入政治机构。而且这是终极性的（行为）。德克萨斯和其他州之间的联合跟最初的(十三)州之间的联合一样，同样完整，同样永久，同样不可分割。没有复议或撤销的余地，除非通过革命，或者获得联邦的同意。” |

由于这些原因，德克萨斯州从未处在联邦以外，任何德克萨斯州方面宣称分离或实施《分离条例》的行为都是无效的。德克萨斯州（政府）本身的权利，以及德克萨斯州人作为美国公民的权利未受到损伤。裁决中说：
|  | “考虑到（分裂、脱离联邦）是在宪法规定下的行为，（德克萨斯州的）分离法令，由（德克萨斯州）分离会议通过并获得大多数德克萨斯州的公民的认可，以及所有（德克萨斯州）立法会旨在落实该条例的行为，都是绝对无效的。他们完全没有法律基础。德克萨斯州，作为联邦的一员，她的义务，德克萨斯州的每一个公民，作为联邦的公民，他们的义务，依然完整，未受损伤。由此必然地（得出结论），德克萨斯州并没有停止成为（联邦的）一个州，德克萨斯州的公民也没有停止成为联邦的公民。否则，德克萨斯州必然已成为外国，她的公民也成为外国人。这场战争也已必然不再是镇压叛乱的战争，而且必然已经成为征服和奴役的战争。” |

然而，德克萨斯州对战前政府的中止确实需要由联邦来平定叛乱并重建德克萨斯州和联邦政府之间的正确关系。这些义务产生于宪法赋予（联邦政府）以镇压叛乱的权力和确保每一个州都有共和政体的责任。裁决中说：
|  | “执行第一部分的授权来自于抑制叛乱和进行战争的权力；执行第二部分的授权，源自联邦需要保证联邦中每一个州都有共和政体的政府的义务。后者，事实上，在叛乱涉及一个州的政府，但不牵涉国家权力情况下，似乎是前者的一个必要的补充。” |

解决了司法管辖权问题后，切斯转移到谁拥有债券所有权的问题。在以往的巡回法庭案件中，切斯认可（邦联州）立法决定的有效性，如果其目的只是为了维持南方州社会内部的和平与秩序。他认可“结婚许可证，市场交易，以及由邦联州政府法律认可的日常的行为”的有效性。但他清楚地区别对待促进内战战争努力的行为。裁决中说：
|  | “没有必要试图准确定义一个州政府的什么行为该被视为有效或无效。可以说，也许以足够的准确度，维护公民之间的和平和良好秩序的必要行为，例如，支持和保护婚姻和家庭关系的行为，规定遗产继承顺序，管理财产的输送和转移，不动产和个人财产，并为人身伤害和房地产损失提供救助，以及其他类似的行为，这些行为如果从合法政府发出是有效的，也必须一般认为是有效的，尽管是从实际存在但不合法的政府而来。而为促进或支持反抗联邦的的行为，或旨在挫败公民的正当权利的行为，以及其他类似本质的行为，在一般情况下，必须被视为非法和无效的。” |

切斯裁定，德克萨斯（邦联）州与怀特和智利关系“因此是叛国和无效的。”因此，他裁定当前的德克萨斯州依然拥有这些债券的所有权，并有权取回这些债券或从已经成功赎出债券的当事人那里获取等价现金。

### 反对意见
法官罗伯特·格里尔（Justice Robert Grier）写下了他的异议。他说，他不同意多数法官“提出并决定的所有论点”。格里尔引用了先例－－赫本诉艾尔则（Hepburn v. Ellzey），在此案中首席大法官约翰·马歇尔定义一个州为有权在国会和选举人团中都有代表的实体。因此，（当前）德克萨斯州的地位变得更加类似于一个印第安部落，而不是一个（正常的）州。他还认为，德克萨斯州的地位（作为一个州的状态）问题该由国会判定，而不该由司法裁决，而他“不会试图论证德克萨斯州是联邦的一个州，如果国会已经判定她不是一个州的话。”法官格里尔说，德克萨斯州声称她在内战期间不是一个州的说法，等同于“承认精神失常”，并要求法院废止她“在精神病期间作出的”所有行为。法官诺亚·斯维恩（Justices Noah Swayne）和赛缪尔·F·米勒（Samuel F. Miller）也表示异议。
持异议的法官们基于不同的原因而拒绝多数派法官的意见。格里尔（Grier），是来自宾夕法尼亚州的“南方同情者”，他反对激进的重建，而主要关注债券持有人的的利益。他认为，财政部发出债券后，就立即失去了对其的任何控制权。米勒（Miller）和斯维恩（Swayne）比蔡斯更倾向激进派立场。在一个单独的异议（陈述）中，他们同意多数派的意见，即该债券是被分离政府非法出售的，但又赞同格里尔的意见，即当前状态的德克萨斯州不是宪法意义上的一个联邦州。

## 各方反应
由切斯执笔的法庭裁决，受到了双方的批评。激进的共和党人认为这证明切斯放弃了他曾经热情支持的事业。保守党人则谴责切斯作出的决定将允许国会重建继续进行。
十二月份时，莱曼·特朗布尔（Lyman Trumbull），使用米勒－斯维恩异议为模本，（试图）通过立法来推翻“怀特裁决”。特朗布尔的法案说：“根据宪法，美国的司法权不囊括政治权力，或给予司法法庭任何权力来质疑政府的政治部门的政治事务。”该法案直接攻击切斯的立场，规定：“应由国会来决定什么政府是一个州的既定政府，而且因此，按照以前的法律，宣布在弗吉尼亚州，密西西比或德克萨斯州不存在文官州政府”。（但是）该法案被国会里更加保守的议员们给否决了。
亚历山大·帕夫科维奇（Aleksandar Pavković）和彼得·拉詹（Peter Radan）在《创建新的国家：理论与分裂国家的实践》一书中认为“坚持这一观点‘没有复议或撤销的余地，除非通过革命，或者获得联邦的同意’（引自切斯原文）并不令人意外。有鉴于联邦是从革命中诞生，蔡斯的话语重复了许多当时的法律学者和政治家的陈述，其中包括亚伯拉罕•林肯和丹尼尔·韦伯斯特。”